# Make Love Not Scars
Make Love Not Scars (MLNS) est une organisation non gouvernementale basée à New Delhi. L'association offre aux victimes d'attaques acides l'opportunité de retrouver leur vie telle qu'elles l'entendent. Cela passe par trois voies d'action, l'aide aux soins médicaux, la rééducation et la réintégration sociale.

## Histoire
Ria Sharma a créé Make Love Not Scars en 2014 alors qu'elle était encore étudiante au Collège d'Art de Leeds. Pour son projet de fin d'année elle a réalisé un film documentaire sur les survivantes d'attaques acides en Inde. Cependant, après avoir été témoin des conditions épouvantables de ces femmes elle a décidé de créer un organisme pouvant leur venir en aide. Dans une interview pour Public Radio International elle raconte : « Pour réaliser le documentaire je me suis rendu dans le service des brûlés d'un hôpital public. Les choses que j'ai vu dans ce service m'auront changé à vie. Je n'avais jamais vu autant de souffrance, je n'avais jamais été entouré par autant de douleur. Dans cette situation vous avez deux solutions, soit vous retrouvez votre vie confortable, soit vous essayez de rendre la vie de quelqu'un d'autre plus confortable. »

## Centre de réhabilitation
En mars 2016, Make Love Not Scars a lancé le premier centre de réhabilitation indien à New Delhi. Premier centre de ce type, il fournit aux survivantes d'attaques acides un traitement médical, une aide financière, un support juridique, un accompagnement psychologique et un service de réinsertion professionnelle. Le centre propose aussi des activités récréatives (yoga, poésie) pour aider les survivantes à surmontées leurs difficultés émotionnelles.
Le centre propose plusieurs disciplines telles que des cours d'anglais ou d'informatique. Des ateliers permettent de retrouver confiance en soi. Les survivantes peuvent aussi suivre des tutoriels de maquillage et bénéficier d'une expertise juridique.
Le centre offre aussi un toit aux survivantes qui cherchent à se protéger des auteurs de leurs attaques. Le centre est en partie financé par des donateurs anonymes mais la plupart des donations proviennent du secteur privé. En 2016, le géant de l'automobile Magneti Marelli a donné 31.000 USD au centre.

## Campagnes

### #EndAcidSale

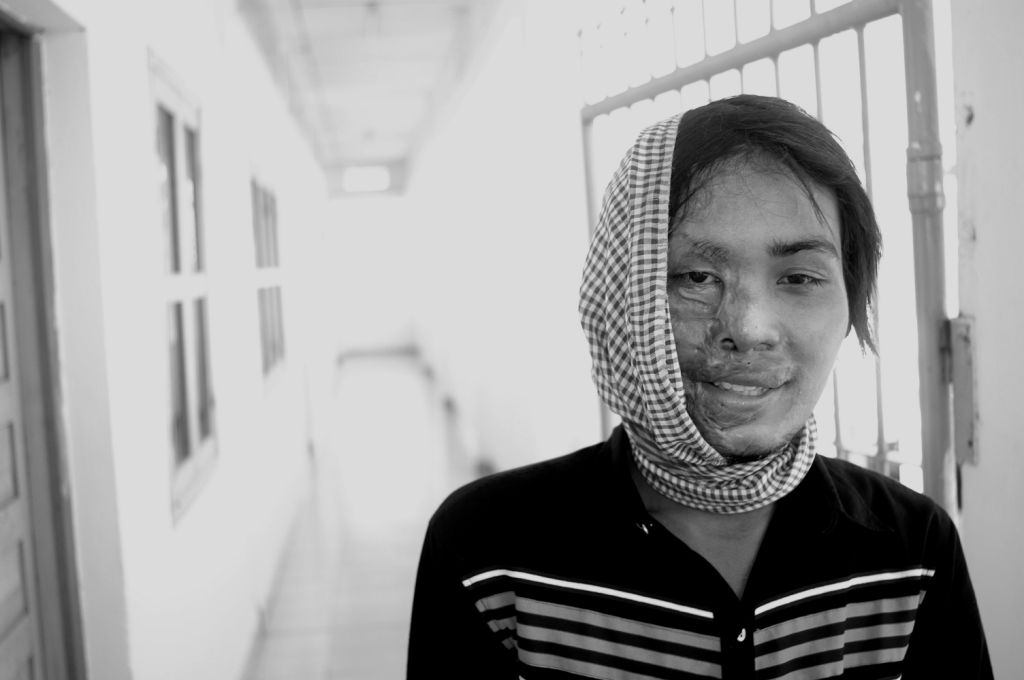
Victime d'une attaque à l'acide au Cambodge

Le 30 août 2015, Make Love Not Scars a mis en ligne une série de tutoriels de beauté militants pour une interdiction totale de la vente d'acide. La campagne #EndAcidSale a été créée en collaboration avec l'agence de communication Ogilvy and Mather. La porte-parole de la campagne est une survivante d'attaque à l'acide, Reshma Qureshi. Elle donne des conseils de beauté à travers plusieurs tutoriels dans lesquels elle montre comment bien appliquer de l'eyeliner, du rouge à lèvres ou encore comment se débarrasser des boutons d'acné.
Les vidéos créées dans le cadre de la campagne #EndAcidSale renvoient les internautes vers une pétition adressée au gouvernement indien et appelant à une interdiction de l'acide et à un durcissement des règles relatives aux poisons en Inde. La vidéo intitulée « Beauty Tips by Reshma » (Conseils de beauté par Reshma) a été visionnée plus de 2 millions de fois. La pétition a récolté 225.000 signatures en seulement deux semaines. Le 8 décembre 2015, la Cour Suprême indienne ordonne à l'État indien de renforcer l'interdiction de vente d'acide.

### Récompenses
La campagne #EndAcidSale menée par l'agence publicitaire Ogilvy and Mather a remporté plusieurs récompenses pour son marketing. En 2016, elle a notamment obtenu un Gold and Innovative Channel Thinking Award au Prix Wark pour la Stratégie asiatique.